# Автодорожный тоннель на 86-м км Транскавказской автомагистрали
Автодорожный тоннель на 86-м км Транскавказской автомагистрали — тоннель протяжённостью 310 метров, расположенный на лавиноопасном участке дороги, примерно в 4 км южнее посёлка Нар по Транскаму. С южной стороны к тоннелю примыкает противолавинная галерея длиной 63 метра.
Согласно программе модернизации Транскама, в 2013 году на северном портале тоннеля начнется возведение второй противолавинной галереи.

## Значение тоннеля
Тоннель построен на одном из самых лавиноопасных отрезков Транскама — из-за опасности схода лавин участок автодороги с 85-го по 93-й километр является одним из самых уязвимых. Тоннель и примыкающая к нему противолавинная галерея защищают трассу от лавин и камнепадов на участке, где расположено 6 лавинных очагов. Транскавказская магистраль является единственным транспортным коридором, связывающим Россию и Южную Осетию.

## Строительные работы
Возведение тоннеля предусмотрено программой модернизации Транскама. В 2007 году были выполнены топографо-геодезические (Северо-Кавказским филиалом ОАО "Гипродорнии") и инженерно-геологические изыскания (ОАО "Севосгеологоразведка"). Проектировщики — ОАО "Минскметропроект" и ООО "Красноярскметропроект". Генеральный подрядчик — ОАО "УСК МОСТ". Подрядчики — ООО "БТС-Гидрострой", ООО "Мостотрест 2005", ООО "Мостотрест 2005", ООО "КАПИТАЛСТРОЙ". Госконтракт на строительные работы подписан 1 декабря 2010 года. Строительные работы завершены в июне 2012 г.
В прессе тоннель называют уникальным - сооружение возведено в сложных горных условиях, на предельных уклонах.

### Объем работ
- проходка тоннеля длиной 310 п.м;
- возведение противолавинной галереи длиной 63 м со стороны южного портала;
- устройство четырех подпорных стен;
- устройство буронабивных свай под подпорные стены;
- устройство новой дорожной одежды на подходе к тоннелю.

### Способ производства работ
Проходка тоннеля велась горным способом — с применением проходческих комбайнов и буровзрывным методом. Работы велись одновременно с северного и южного порталов тоннеля. Максимальная скорость разработки калотты с временным креплением породы составила 135 м/мес. Максимальная скорость проходки при разработке штроссовой части тоннеля составила 184 п.м/мес.

### Применение новых технологий
Работы по устройству временного крепления проводились с использованием новых для российской строительной отрасли технологий. В частности, при устройстве анкерного крепления использовались анкера Swellex, а в набрызг-бетонную крепь вместо арматурной сетки была добавлена металлическая фибра Maccaferri. При устройстве постоянной обделки тоннеля вместо арматурных каркасов также применялась металлическая фибра Maccaferri, что значительно сократило сроки работ.

### Используемая техника
При проходке и устройстве временного крепления тоннеля строители использовали буровую установку Atlas Copco Boomer XE3C, горные комбайны AM-75 и ATM-105 S, анкероустановщик Boltec LC, погрузо-доставочную машину Sandvik Toro LH410, самоходную машину для набрызгбетонирования Normet Shraymec 7110WPC, подземный автобетоносмеситель Transmix 3000, подземный автопоезд МоАЗ 7405, подземный экскаватор Libherr R944C, аркоустановщик Utilift 2000 BAQ NP. При устройстве постоянной обделки применялась механизированная опалубка Baystag.

### Хронология строительства
Декабрь 2010 года — начало работ.
1 сентября 2011 года — состоялась сбойка тоннеля. Заряды, заложенные в скалу, привел в действие министр транспорта РФ Игорь Левитин.
29 июня 2012 года — государственная комиссия приняла объект.
12 июля 2012 года — тоннель сдан в эксплуатацию.

## Безопасность
Тоннель возведен с учетом современных требований безопасности и оснащен новейшим оборудованием, в том числе системой аварийного освещения, современными средства пожаротушения и оповещения, камерами видеонаблюдения и телефонами для связи с оператором.